# ماركوس غوميز
ماركوس غوميز (بالبرتغالية: Marcos Gomes‏) هو سائق سباق برازيلي، ولد في 26 يوليو 1984 في ريبيراو بريتو في البرازيل.

## وصلات خارجية
- ماركوس غوميز على موقع DriverDB.com (الإنجليزية)